# Pétion-Ville
Pétion-Ville (en criollo haitiano Petyonvil) es una comuna de Haití que está situada en el distrito de Puerto Príncipe, del departamento de Oeste.

## Historia
Fundada en 1833 con el nombre dado en honor del presidente Alexandre Pétion.

## Descripción
La ciudad está situada en una colina cerca de la capital de Haití, conocida por haber facilitado la mayor parte del carbón de leña a la ciudad. Tenía un famoso balneario. 
Pétion-Ville era en la segunda mitad del siglo XIX, el hogar de muchos capitalinos en busca de temperaturas más agradables. Hoy en día la colina está completamente incorporada a la ciudad, siendo lugar de residencia de los habitantes más pudientes.
En el barrio existe una emisora de radio, Signal FM, cuyas instalaciones permanecieron en pie después del terremoto de 2010, convirtiéndose en fuente fiable de información tras el terremoto.

## Secciones
Está formado por las secciones de:
- Montagne Noire (que abarca el barrio de Thomassin)
- Aux Cadets
- Etang du Jonc
- Bellevue Chardonnière
- Bellevue la Montagne

## Demografía
| Gráfica de evolución demográfica de Pétionville entre 2009 y 2015 |
|                                                                   |

Los datos demográficos contemplados en este gráfico de la comuna de Pétion-Ville son estimaciones que se han cogido de 2009 a 2015 de la página del Instituto Haitiano de Estadística e Informática (IHSI). 

## Patrimonio
Los fuertes Jacques y Alexandre, fortaleza construida a raíz de la independencia de la nación bajo la dirección de Alexandre Pétion.